# Komet Helin
Komet Helin (uradna oznaka je 151P/Helin) je periodični komet z obhodno dobo okoli 14,1 let. 
Komet pripada Jupitrovi družini kometov .

## Odkritje
Komet je 12. avgusta 1987 odkrila ameriška astronomka Eleanor Francis Helin na Observatoriju Palomar Kaliforniji, ZDA .

## Lastnosti
Premer jedra kometa je 8,4 km